# Heinäsalmensaari (ö i Norra Savolax)
Heinäsalmensaari är en ö i Finland. Den ligger i sjön Koivujärvi och i kommunen Kiuruvesi i den ekonomiska regionen  Övre Savolax ekonomiska region  och landskapet Norra Savolax, i den centrala delen av landet, 400 km norr om huvudstaden Helsingfors. Öns area är 7,7 hektar och dess största längd är 500 meter i sydöst-nordvästlig riktning.